# Bloedsinaasappel

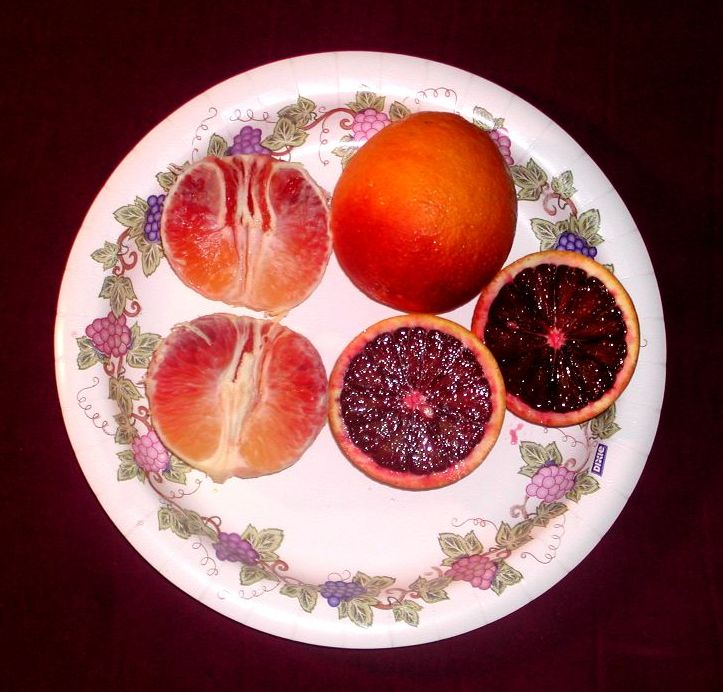
Bloedsinaasappels

De bloedsinaasappel, of wijnsinaasappel, of rode sinaasappel, in Vlaanderen bloedappelsien of moro-appelsien genoemd, is een soort sinaasappel die binnenin rood is. Er bestaan twee typen, de volbloed (schil en vruchtvlees rood) en de halfbloed (alleen vruchtvlees rood). Van deze typen bestaan weer verschillende rassen. De smaak is friszoet tot zoet. 
De bloedsinaasappel is rond 1850 in het Middellandse Zeegebied ontstaan. Een streekproduct met beschermde naam is de bloedsinaasappel uit Sicilië.
Men zegt dat de bloedsinaasappel 'bloedt' als men hem opensnijdt. Deze sinaasappel wordt net zoals de gewone sinaasappel zowel gegeten als geperst tot vruchtensap. Geperst lijkt het sap van deze vrucht niet alleen op bloed, maar ook op rode wijn.